# Temporada do Clube de Regatas do Flamengo de 2018/Cartões
Estas são as estatísticas de cartões recebidos pelos futebolistas do Clube de Regatas do Flamengo na temporada de 2018.

## Cartões
Os cartões vermelhos e amarelos recebidos durante a temporada:
| #                   | Futebolista         | Expulso | Penalizado com cartão amarelo |
| ------------------- | ------------------- | ------- | ----------------------------- |
| 01                  | Gustavo Cuéllar     | 4       | 11                            |
| 02                  | Diego               | 1       | 18                            |
| 03                  | Lucas Paquetá       | 1       | 16                            |
| 04                  | Henrique Dourado    | 1       | 11                            |
| 05                  | Éverton Ribeiro     | 1       | 6                             |
|                     | Jonas               | 1       | 6                             |
|                     | Léo Duarte          | 1       | 6                             |
| 08                  | Vinícius Júnior     | 1       | 5                             |
| 09                  | Rhodolfo            | 1       | 2                             |
| 10                  | Renê                | 0       | 11                            |
| 11                  | Diego Alves         | 0       | 6                             |
|                     | Willian Arão        | 0       | 6                             |
| 13                  | Marlos Moreno       | 0       | 5                             |
| 14                  | Pará                | 0       | 4                             |
|                     | Réver               | 0       | 4                             |
|                     | Rodinei             | 0       | 4                             |
| 17                  | Éverton             | 0       | 3                             |
|                     | Jean Lucas          | 0       | 3                             |
|                     | Piris da Motta      | 0       | 3                             |
| 20                  | Felipe Vizeu        | 0       | 2                             |
|                     | Geuvânio            | 0       | 2                             |
|                     | Rômulo              | 0       | 2                             |
|                     | Vitinho             | 0       | 2                             |
| 24                  | César               | 0       | 1                             |
|                     | Juan                | 0       | 1                             |
|                     | Lincoln             | 0       | 1                             |
|                     | Matheus             | 0       | 1                             |
|                     | Pepê                | 0       | 1                             |
|                     | Ronaldo             | 0       | 1                             |
|                     | Thuler              | 0       | 1                             |
|                     | Uribe               | 0       | 1                             |
| TOTAL               | TOTAL               | 12      | 146                           |
| MÉDIA (68 partidas) | MÉDIA (68 partidas) | 0,2     | 2,1                           |

Em itálico os futebolistas que não atuam mais pelo clube
Última atualização em 3 de dezembro de 2018.

### Cartões vermelhos
|    | Futebolista          | Cartão   | Mandante      | Placar | Visitante     | Data            | Competição            | Etapa      |
| -- | -------------------- | -------- | ------------- | ------ | ------------- | --------------- | --------------------- | ---------- |
| 1  | Gustavo Cuéllar (1)  | 35', 83' | Fluminense    | 4 – 0  | Flamengo      | 24 de fevereiro | Taça Rio              | 2ª rodada  |
| 2  | Vinícius Júnior (1)  | 81'      | Flamengo      | 1 – 0  | Botafogo      | 3 de março      | Taça Rio              | 3ª rodada  |
| 3  | Léo Duarte (1)       | 66', 71' | Macaé         | 1 – 0  | Flamengo      | 10 de março     | Taça Rio              | 5ª rodada  |
| 4  | Éverton Ribeiro (1)  | 9'       | Vitória       | 2 – 2  | Flamengo      | 14 de abril     | Campeonato Brasileiro | 1ª rodada  |
| 5  | Rhodolfo (1)         | 90+4'    | Flamengo      | 1 – 1  | Vasco da Gama | 19 de maio      | Campeonato Brasileiro | 6ª rodada  |
| 6  | Gustavo Cuéllar (2)  | 90+6'    | Flamengo      | 1 – 1  | Vasco da Gama | 19 de maio      | Campeonato Brasileiro | 6ª rodada  |
| 7  | Henrique Dourado (1) | 90+4'    | Palmeiras     | 1 – 1  | Flamengo      | 13 de junho     | Campeonato Brasileiro | 12ª rodada |
| 8  | Jonas (1)            | 90+4'    | Palmeiras     | 1 – 1  | Flamengo      | 13 de junho     | Campeonato Brasileiro | 12ª rodada |
| 9  | Gustavo Cuéllar (3)  | 90+4'    | Palmeiras     | 1 – 1  | Flamengo      | 13 de junho     | Campeonato Brasileiro | 12ª rodada |
| 10 | Gustavo Cuéllar (4)  | 64'      | América-MG    | 2 – 2  | Flamengo      | 26 de agosto    | Campeonato Brasileiro | 21ª rodada |
| 11 | Diego (1)            | 58'      | Vasco da Gama | 1 – 1  | Flamengo      | 15 de setembro  | Campeonato Brasileiro | 25ª rodada |
| 12 | Lucas Paquetá (1)    | 54', 60' | Sport         | 0 – 1  | Flamengo      | 18 de novembro  | Campeonato Brasileiro | 35ª rodada |

Última atualização em 3 de dezembro de 2018.

### Cartões amarelos
|     | Futebolista           | Cartão | Mandante      | Placar | Visitante     | Data            | Competição            | Etapa             |
| --- | --------------------- | ------ | ------------- | ------ | ------------- | --------------- | --------------------- | ----------------- |
| —   |                       |        | Volta Redonda | 0 – 2  | Flamengo      | 17 de janeiro   | Taça Guanabara        | 1ª rodada         |
| 1   | Jonas (1)             | 26'    | Flamengo      | 1 – 0  | Cabofriense   | 21 de janeiro   | Taça Guanabara        | 2ª rodada         |
| 2   | Ronaldo (1)           | 44'    | Flamengo      | 1 – 0  | Cabofriense   | 21 de janeiro   | Taça Guanabara        | 2ª rodada         |
| —   |                       |        | Flamengo      | 1 – 0  | Bangu         | 24 de janeiro   | Taça Guanabara        | 3ª rodada         |
| 3   | Renê (1)              | 61'    | Flamengo      | 0 – 0  | Vasco da Gama | 27 de janeiro   | Taça Guanabara        | 4ª rodada         |
| 4   | Rhodolfo (1)          | 79'    | Flamengo      | 0 – 0  | Vasco da Gama | 27 de janeiro   | Taça Guanabara        | 4ª rodada         |
| 5   | Jean Lucas (1)        | 80'    | Flamengo      | 0 – 0  | Vasco da Gama | 27 de janeiro   | Taça Guanabara        | 4ª rodada         |
| 6   | Vinícius Júnior (1)   | 82'    | Flamengo      | 0 – 0  | Vasco da Gama | 27 de janeiro   | Taça Guanabara        | 4ª rodada         |
| 7   | Lucas Paquetá (1)     | 39'    | Nova Iguaçu   | 0 – 1  | Flamengo      | 4 de fevereiro  | Taça Guanabara        | 5ª rodada         |
| 8   | Rhodolfo (2)          | 68'    | Nova Iguaçu   | 0 – 1  | Flamengo      | 4 de fevereiro  | Taça Guanabara        | 5ª rodada         |
| 9   | Marlos Moreno (1)     | 86'    | Nova Iguaçu   | 0 – 1  | Flamengo      | 4 de fevereiro  | Taça Guanabara        | 5ª rodada         |
| 10  | Gustavo Cuéllar (1)   | 90+2'  | Flamengo      | 3 – 1  | Botafogo      | 10 de fevereiro | Taça Guanabara        | Semifinal         |
| 11  | Vinícius Júnior (2)   | 90+3'  | Flamengo      | 3 – 1  | Botafogo      | 10 de fevereiro | Taça Guanabara        | Semifinal         |
| 12  | Henrique Dourado (1)  | 61'    | Boavista      | 0 – 2  | Flamengo      | 18 de fevereiro | Taça Guanabara        | Final             |
| 13  | Diego (1)             | 26'    | Flamengo      | 4 – 0  | Madureira     | 24 de fevereiro | Taça Rio              | 1ª rodada         |
| 14  | Gustavo Cuéllar (2)   | 35'    | Fluminense    | 4 – 0  | Flamengo      | 24 de fevereiro | Taça Rio              | 2ª rodada         |
| 15  | Rômulo (1)            | 39'    | Fluminense    | 4 – 0  | Flamengo      | 24 de fevereiro | Taça Rio              | 2ª rodada         |
| 16  | Léo Duarte (1)        | 59'    | Fluminense    | 4 – 0  | Flamengo      | 24 de fevereiro | Taça Rio              | 2ª rodada         |
| 17  | Diego (2)             | 7'     | Flamengo      | 2 – 2  | River Plate   | 28 de fevereiro | Copa Libertadores     | 1ª rodada         |
| 18  | Henrique Dourado (2)  | 64'    | Flamengo      | 2 – 2  | River Plate   | 28 de fevereiro | Copa Libertadores     | 1ª rodada         |
| 19  | Éverton (1)           | 74'    | Flamengo      | 2 – 2  | River Plate   | 28 de fevereiro | Copa Libertadores     | 1ª rodada         |
| 20  | Réver (1)             | 90+1'  | Flamengo      | 2 – 2  | River Plate   | 28 de fevereiro | Copa Libertadores     | 1ª rodada         |
| 21  | Diego (3)             | 23'    | Flamengo      | 1 – 0  | Botafogo      | 3 de março      | Taça Rio              | 3ª rodada         |
| 22  | Henrique Dourado (3)  | 26'    | Flamengo      | 1 – 0  | Botafogo      | 3 de março      | Taça Rio              | 3ª rodada         |
| 23  | Jonas (2)             | 31'    | Flamengo      | 1 – 0  | Botafogo      | 3 de março      | Taça Rio              | 3ª rodada         |
| 24  | Lucas Paquetá (2)     | 79'    | Flamengo      | 1 – 0  | Botafogo      | 3 de março      | Taça Rio              | 3ª rodada         |
| 25  | Diego Alves (1)       | 89'    | Flamengo      | 1 – 0  | Botafogo      | 3 de março      | Taça Rio              | 3ª rodada         |
| 26  | Diego (4)             | 83'    | Boavista      | 0 – 3  | Flamengo      | 7 de março      | Taça Rio              | 4ª rodada         |
| 27  | Lucas Paquetá (3)     | 79'    | Boavista      | 0 – 3  | Flamengo      | 7 de março      | Taça Rio              | 4ª rodada         |
| 28  | Lucas Paquetá (4)     | 34'    | Macaé         | 1 – 0  | Flamengo      | 10 de março     | Taça Rio              | 5ª rodada         |
| 29  | Léo Duarte (2)        | 66'    | Macaé         | 1 – 0  | Flamengo      | 10 de março     | Taça Rio              | 5ª rodada         |
| 30  | Pepê (1)              | 79'    | Macaé         | 1 – 0  | Flamengo      | 10 de março     | Taça Rio              | 5ª rodada         |
| 31  | Lucas Paquetá (5)     | 12'    | Emelec        | 1 – 2  | Flamengo      | 14 de março     | Copa Libertadores     | 2ª rodada         |
| 32  | Renê (2)              | 45'    | Emelec        | 1 – 2  | Flamengo      | 14 de março     | Copa Libertadores     | 2ª rodada         |
| 33  | Éverton (2)           | 73'    | Emelec        | 1 – 2  | Flamengo      | 14 de março     | Copa Libertadores     | 2ª rodada         |
| 34  | Éverton (3)           | 8'     | Flamengo      | 4 – 0  | Portuguesa    | 18 de março     | Taça Rio              | 6ª rodada         |
| 35  | Éverton Ribeiro (1)   | 23'    | Fluminense    | 1 – 1  | Flamengo      | 22 de março     | Taça Rio              | Semifinal         |
| 36  | Réver (2)             | 51'    | Fluminense    | 1 – 1  | Flamengo      | 22 de março     | Taça Rio              | Semifinal         |
| 37  | Jonas (3)             | 64'    | Fluminense    | 1 – 1  | Flamengo      | 22 de março     | Taça Rio              | Semifinal         |
| 38  | Diego Alves (2)       | 88'    | Fluminense    | 1 – 1  | Flamengo      | 22 de março     | Taça Rio              | Semifinal         |
| 39  | Jonas (4)             | 18'    | Flamengo      | 0 – 1  | Botafogo      | 28 de março     | Campeonato Carioca    | Semifinal         |
| 40  | Gustavo Cuéllar (3)   | 90'    | Flamengo      | 0 – 1  | Botafogo      | 28 de março     | Campeonato Carioca    | Semifinal         |
| —   |                       |        | Atlético-GO   | 1 – 3  | Flamengo      | 7 de abril      | Amistoso              |                   |
| 41  | Diego (5)             | 16'    | Vitória       | 2 – 2  | Flamengo      | 14 de abril     | Campeonato Brasileiro | 1ª rodada         |
| 42  | Willian Arão (1)      | 68'    | Vitória       | 2 – 2  | Flamengo      | 14 de abril     | Campeonato Brasileiro | 1ª rodada         |
| 43  | Gustavo Cuéllar (4)   | 77'    | Flamengo      | 1 – 1  | Santa Fe      | 18 de abril     | Copa Libertadores     | 3ª rodada         |
| 44  | Geuvânio (1)          | 54'    | Flamengo      | 2 – 0  | América-MG    | 21 de abril     | Campeonato Brasileiro | 2ª rodada         |
| 45  | Henrique Dourado (4)  | 44'    | Santa Fe      | 0 – 0  | Flamengo      | 25 de abril     | Copa Libertadores     | 4ª rodada         |
| 46  | Diego Alves (3)       | 60'    | Santa Fe      | 0 – 0  | Flamengo      | 25 de abril     | Copa Libertadores     | 4ª rodada         |
| 47  | Diego (6)             | 67'    | Santa Fe      | 0 – 0  | Flamengo      | 25 de abril     | Copa Libertadores     | 4ª rodada         |
| 48  | Diego (7)             | 71'    | Ceará         | 0 – 3  | Flamengo      | 29 de abril     | Campeonato Brasileiro | 3ª rodada         |
| 49  | Henrique Dourado (5)  | 74'    | Ceará         | 0 – 3  | Flamengo      | 29 de abril     | Campeonato Brasileiro | 3ª rodada         |
| —   |                       |        | Ponte Preta   | 0 – 1  | Flamengo      | 2 de maio       | Copa do Brasil        | Oitavas - Ida     |
| 50  | Henrique Dourado (6)  | 15'    | Flamengo      | 2 – 0  | Internacional | 6 de maio       | Campeonato Brasileiro | 4ª rodada         |
| 51  | Gustavo Cuéllar (5)   | 53'    | Flamengo      | 2 – 0  | Internacional | 6 de maio       | Campeonato Brasileiro | 4ª rodada         |
| 52  | Lucas Paquetá (6)     | 80'    | Flamengo      | 2 – 0  | Internacional | 6 de maio       | Campeonato Brasileiro | 4ª rodada         |
| 53  | Vinícius Júnior (3)   | 80'    | Flamengo      | 2 – 0  | Internacional | 6 de maio       | Campeonato Brasileiro | 4ª rodada         |
| 54  | Geuvânio (2)          | 83'    | Flamengo      | 2 – 0  | Internacional | 6 de maio       | Campeonato Brasileiro | 4ª rodada         |
| 55  | Réver (3)             | 15'    | Flamengo      | 1 – 0  | Ponte Preta   | 10 de maio      | Copa do Brasil        | Oitavas - Volta   |
| 56  | Marlos Moreno (2)     | 50'    | Chapecoense   | 3 – 2  | Flamengo      | 13 de maio      | Campeonato Brasileiro | 5ª rodada         |
| 57  | Léo Duarte (3)        | 66'    | Chapecoense   | 3 – 2  | Flamengo      | 13 de maio      | Campeonato Brasileiro | 5ª rodada         |
| 58  | Jonas (5)             | 67'    | Chapecoense   | 3 – 2  | Flamengo      | 13 de maio      | Campeonato Brasileiro | 5ª rodada         |
| 59  | Diego (8)             | 40'    | Flamengo      | 2 – 0  | Emelec        | 16 de maio      | Copa Libertadores     | 5ª rodada         |
| 60  | Lucas Paquetá (7)     | 73'    | Flamengo      | 2 – 0  | Emelec        | 16 de maio      | Copa Libertadores     | 5ª rodada         |
| 61  | Éverton Ribeiro (2)   | 33'    | Flamengo      | 1 – 1  | Vasco da Gama | 19 de maio      | Campeonato Brasileiro | 6ª rodada         |
| 62  | Gustavo Cuéllar (6)   | 86'    | Flamengo      | 1 – 1  | Vasco da Gama | 19 de maio      | Campeonato Brasileiro | 6ª rodada         |
| 63  | Lucas Paquetá (8)     | 39'    | River Plate   | 0 – 0  | Flamengo      | 23 de maio      | Copa Libertadores     | 6ª rodada         |
| 64  | Jean Lucas (2)        | 78'    | River Plate   | 0 – 0  | Flamengo      | 23 de maio      | Copa Libertadores     | 6ª rodada         |
| 65  | Rodinei (1)           | 49'    | Atlético-MG   | 0 – 1  | Flamengo      | 26 de maio      | Campeonato Brasileiro | 7ª rodada         |
| 66  | Lucas Paquetá (9)     | 55'    | Atlético-MG   | 0 – 1  | Flamengo      | 26 de maio      | Campeonato Brasileiro | 7ª rodada         |
| 67  | Thuler (1)            | 67'    | Atlético-MG   | 0 – 1  | Flamengo      | 26 de maio      | Campeonato Brasileiro | 7ª rodada         |
| 68  | Vinícius Júnior (4)   | 90'    | Atlético-MG   | 0 – 1  | Flamengo      | 26 de maio      | Campeonato Brasileiro | 7ª rodada         |
| —   |                       |        | Flamengo      | 2 – 0  | Bahia         | 31 de maio      | Campeonato Brasileiro | 8ª rodada         |
| 69  | Jonas (6)             | 10'    | Flamengo      | 1 – 0  | Corinthians   | 3 de junho      | Campeonato Brasileiro | 9ª rodada         |
| 70  | Diego (9)             | 71'    | Flamengo      | 1 – 0  | Corinthians   | 3 de junho      | Campeonato Brasileiro | 9ª rodada         |
| 71  | Renê (3)              | 83'    | Flamengo      | 1 – 0  | Corinthians   | 3 de junho      | Campeonato Brasileiro | 9ª rodada         |
| 72  | Lucas Paquetá (10)    | 18'    | Fluminense    | 0 – 2  | Flamengo      | 7 de junho      | Campeonato Brasileiro | 10ª rodada        |
| 73  | Renê (4)              | 71'    | Fluminense    | 0 – 2  | Flamengo      | 7 de junho      | Campeonato Brasileiro | 10ª rodada        |
| 74  | Jean Lucas (3)        | 34'    | Flamengo      | 2 – 0  | Paraná        | 10 de junho     | Campeonato Brasileiro | 11ª rodada        |
| 75  | Felipe Vizeu (1)      | 66'    | Flamengo      | 2 – 0  | Paraná        | 10 de junho     | Campeonato Brasileiro | 11ª rodada        |
| 76  | Éverton Ribeiro (3)   | 30'    | Palmeiras     | 1 – 1  | Flamengo      | 13 de junho     | Campeonato Brasileiro | 12ª rodada        |
| 77  | Rodinei (2)           | 42'    | Palmeiras     | 1 – 1  | Flamengo      | 13 de junho     | Campeonato Brasileiro | 12ª rodada        |
| 78  | Felipe Vizeu (2)      | 49'    | Palmeiras     | 1 – 1  | Flamengo      | 13 de junho     | Campeonato Brasileiro | 12ª rodada        |
| 79  | Matheus (1)           | 54'    | Palmeiras     | 1 – 1  | Flamengo      | 13 de junho     | Campeonato Brasileiro | 12ª rodada        |
| 80  | Diego Alves (4)       | 55'    | Palmeiras     | 1 – 1  | Flamengo      | 13 de junho     | Campeonato Brasileiro | 12ª rodada        |
| 81  | Vinícius Júnior (5)   | 79'    | Palmeiras     | 1 – 1  | Flamengo      | 13 de junho     | Campeonato Brasileiro | 12ª rodada        |
| 82  | Rômulo (2)            | 22'    | Flamengo      | 0 – 1  | São Paulo     | 18 de julho     | Campeonato Brasileiro | 13ª rodada        |
| 83  | Éverton Ribeiro (4)   | 62'    | Flamengo      | 0 – 1  | São Paulo     | 18 de julho     | Campeonato Brasileiro | 13ª rodada        |
| 84  | Diego (10)            | 79'    | Flamengo      | 0 – 1  | São Paulo     | 18 de julho     | Campeonato Brasileiro | 13ª rodada        |
| —   |                       |        | Flamengo      | 2 – 0  | Botafogo      | 21 de julho     | Campeonato Brasileiro | 14ª rodada        |
| 85  | Diego (11)            | 53'    | Santos        | 1 – 1  | Flamengo      | 25 de julho     | Campeonato Brasileiro | 15ª rodada        |
| 86  | Léo Duarte (4)        | 8'     | Flamengo      | 4 – 1  | Sport         | 29 de julho     | Campeonato Brasileiro | 16ª rodada        |
| 87  | Lincoln (1)           | 90+3'  | Grêmio        | 1 – 1  | Flamengo      | 1 de agosto     | Copa do Brasil        | Quartas - Ida     |
| 88  | Juan (1)              | 51'    | Grêmio        | 2 – 0  | Flamengo      | 4 de agosto     | Campeonato Brasileiro | 17ª rodada        |
| 89  | Gustavo Cuéllar (7)   | 66'    | Grêmio        | 2 – 0  | Flamengo      | 4 de agosto     | Campeonato Brasileiro | 17ª rodada        |
| 90  | Renê (5)              | 69'    | Grêmio        | 2 – 0  | Flamengo      | 4 de agosto     | Campeonato Brasileiro | 17ª rodada        |
| 91  | Marlos Moreno (3)     | 90+1'  | Grêmio        | 2 – 0  | Flamengo      | 4 de agosto     | Campeonato Brasileiro | 17ª rodada        |
| 92  | Gustavo Cuéllar (8)   | 67'    | Flamengo      | 0 – 2  | Cruzeiro      | 8 de agosto     | Copa Libertadores     | Oitavas - Ida     |
| 93  | Henrique Dourado (7)  | 8'     | Flamengo      | 1 – 0  | Cruzeiro      | 12 de agosto    | Campeonato Brasileiro | 18ª rodada        |
| 94  | Lucas Paquetá (11)    | 39'    | Flamengo      | 1 – 0  | Cruzeiro      | 12 de agosto    | Campeonato Brasileiro | 18ª rodada        |
| 95  | Diego Alves (5)       | 84'    | Flamengo      | 1 – 0  | Cruzeiro      | 12 de agosto    | Campeonato Brasileiro | 18ª rodada        |
| 96  | Diego Alves (6)       | 71'    | Flamengo      | 1 – 0  | Grêmio        | 15 de agosto    | Copa do Brasil        | Quartas - Volta   |
| 97  | Renê (6)              | 78'    | Flamengo      | 1 – 0  | Grêmio        | 15 de agosto    | Copa do Brasil        | Quartas - Volta   |
| 98  | Diego (12)            | 88'    | Flamengo      | 1 – 0  | Grêmio        | 15 de agosto    | Copa do Brasil        | Quartas - Volta   |
| 99  | Henrique Dourado (8)  | 90'    | Flamengo      | 1 – 0  | Grêmio        | 15 de agosto    | Copa do Brasil        | Quartas - Volta   |
| 100 | Vitinho (1)           | 27'    | Atlético-PR   | 3 – 0  | Flamengo      | 19 de agosto    | Campeonato Brasileiro | 19ª rodada        |
| 101 | Éverton Ribeiro (5)   | 65'    | Flamengo      | 1 – 0  | Vitória       | 23 de agosto    | Campeonato Brasileiro | 20ª rodada        |
| 102 | Gustavo Cuéllar (9)   | 90'    | Flamengo      | 1 – 0  | Vitória       | 23 de agosto    | Campeonato Brasileiro | 20ª rodada        |
| 103 | Henrique Dourado (9)  | 66'    | América-MG    | 2 – 2  | Flamengo      | 26 de agosto    | Campeonato Brasileiro | 21ª rodada        |
| 104 | Léo Duarte (5)        | 85'    | América-MG    | 2 – 2  | Flamengo      | 26 de agosto    | Campeonato Brasileiro | 21ª rodada        |
| 105 | Renê (7)              | 41'    | Cruzeiro      | 0 – 1  | Flamengo      | 29 de agosto    | Copa Libertadores     | Oitavas - Volta   |
| 106 | Léo Duarte (6)        | 59'    | Cruzeiro      | 0 – 1  | Flamengo      | 29 de agosto    | Copa Libertadores     | Oitavas - Volta   |
| 107 | Rodinei (3)           | 66'    | Cruzeiro      | 0 – 1  | Flamengo      | 29 de agosto    | Copa Libertadores     | Oitavas - Volta   |
| 108 | Diego (13)            | 90+3'  | Cruzeiro      | 0 – 1  | Flamengo      | 29 de agosto    | Copa Libertadores     | Oitavas - Volta   |
| 109 | Henrique Dourado (10) | 17'    | Flamengo      | 0 – 1  | Ceará         | 2 de setembro   | Campeonato Brasileiro | 22ª rodada        |
| 110 | Diego (14)            | 86'    | Flamengo      | 0 – 1  | Ceará         | 2 de setembro   | Campeonato Brasileiro | 22ª rodada        |
| 111 | Piris da Motta (1)    | 35'    | Internacional | 2 – 1  | Flamengo      | 5 de setembro   | Campeonato Brasileiro | 23ª rodada        |
| 112 | Renê (8)              | 24'    | Flamengo      | 2 – 0  | Chapecoense   | 8 de setembro   | Campeonato Brasileiro | 24ª rodada        |
| 113 | Piris da Motta (2)    | 83'    | Flamengo      | 2 – 0  | Chapecoense   | 8 de setembro   | Campeonato Brasileiro | 24ª rodada        |
| —   |                       |        | Flamengo      | 0 – 0  | Corinthians   | 12 de setembro  | Copa do Brasil        | Semifinal - Ida   |
| 114 | Diego (15)            | 57'    | Vasco da Gama | 1 – 1  | Flamengo      | 15 de setembro  | Campeonato Brasileiro | 25ª rodada        |
| 115 | Vitinho (2)           | 57'    | Vasco da Gama | 1 – 1  | Flamengo      | 15 de setembro  | Campeonato Brasileiro | 25ª rodada        |
| 116 | Pará (1)              | 21'    | Flamengo      | 2 – 1  | Atlético-MG   | 23 de setembro  | Campeonato Brasileiro | 26ª rodada        |
| 117 | Henrique Dourado (11) | 70'    | Flamengo      | 2 – 1  | Atlético-MG   | 23 de setembro  | Campeonato Brasileiro | 26ª rodada        |
| 118 | Lucas Paquetá (12)    | 49'    | Corinthians   | 2 – 1  | Flamengo      | 26 de setembro  | Copa do Brasil        | Semifinal - Volta |
| 119 | Willian Arão (2)      | 61'    | Corinthians   | 2 – 1  | Flamengo      | 26 de setembro  | Copa do Brasil        | Semifinal - Volta |
| 120 | Marlos Moreno (4)     | 90+1'  | Corinthians   | 2 – 1  | Flamengo      | 26 de setembro  | Copa do Brasil        | Semifinal - Volta |
| 121 | Éverton Ribeiro (6)   | 90+1'  | Bahia         | 0 – 0  | Flamengo      | 29 de setembro  | Campeonato Brasileiro | 27ª rodada        |
| 122 | César (1)             | 69'    | Corinthians   | 0 – 3  | Flamengo      | 5 de outubro    | Campeonato Brasileiro | 28ª rodada        |
| 123 | Willian Arão (3)      | 12'    | Flamengo      | 3 – 0  | Fluminense    | 13 de outubro   | Campeonato Brasileiro | 29ª rodada        |
| 124 | Pará (2)              | 40'    | Flamengo      | 3 – 0  | Fluminense    | 13 de outubro   | Campeonato Brasileiro | 29ª rodada        |
| —   |                       |        | Paraná        | 0 – 4  | Flamengo      | 21 de outubro   | Campeonato Brasileiro | 30ª rodada        |
| 125 | Renê (9)              | 57'    | Flamengo      | 1 – 1  | Palmeiras     | 27 de outubro   | Campeonato Brasileiro | 31ª rodada        |
| 126 | Marlos Moreno (5)     | 90+3'  | Flamengo      | 1 – 1  | Palmeiras     | 27 de outubro   | Campeonato Brasileiro | 31ª rodada        |
| 127 | Lucas Paquetá (13)    | 35'    | São Paulo     | 2 – 2  | Flamengo      | 4 de novembro   | Campeonato Brasileiro | 32ª rodada        |
| 128 | Gustavo Cuéllar (10)  | 11'    | Botafogo      | 2 – 1  | Flamengo      | 10 de novembro  | Campeonato Brasileiro | 33ª rodada        |
| 129 | Diego (16)            | 35'    | Botafogo      | 2 – 1  | Flamengo      | 10 de novembro  | Campeonato Brasileiro | 33ª rodada        |
| 130 | Renê (10)             | 43'    | Botafogo      | 2 – 1  | Flamengo      | 10 de novembro  | Campeonato Brasileiro | 33ª rodada        |
| 131 | Lucas Paquetá (14)    | 45+1'  | Botafogo      | 2 – 1  | Flamengo      | 10 de novembro  | Campeonato Brasileiro | 33ª rodada        |
| 132 | Réver (4)             | 56'    | Botafogo      | 2 – 1  | Flamengo      | 10 de novembro  | Campeonato Brasileiro | 33ª rodada        |
| 133 | Willian Arão (4)      | 71'    | Botafogo      | 2 – 1  | Flamengo      | 10 de novembro  | Campeonato Brasileiro | 33ª rodada        |
| 134 | Rodinei (4)           | 51'    | Flamengo      | 1 – 0  | Santos        | 15 de novembro  | Campeonato Brasileiro | 34ª rodada        |
| 135 | Pará (3)              | 86'    | Flamengo      | 1 – 0  | Santos        | 15 de novembro  | Campeonato Brasileiro | 34ª rodada        |
| 136 | Diego (17)            | 90+2'  | Flamengo      | 1 – 0  | Santos        | 15 de novembro  | Campeonato Brasileiro | 34ª rodada        |
| 137 | Lucas Paquetá (15)    | 54'    | Sport         | 0 – 1  | Flamengo      | 18 de novembro  | Campeonato Brasileiro | 35ª rodada        |
| 138 | Willian Arão (5)      | 35'    | Flamengo      | 2 – 0  | Grêmio        | 21 de novembro  | Campeonato Brasileiro | 36ª rodada        |
| 139 | Diego (18)            | 90'    | Flamengo      | 2 – 0  | Grêmio        | 21 de novembro  | Campeonato Brasileiro | 36ª rodada        |
| 140 | Uribe (1)             | 32'    | Cruzeiro      | 0 – 2  | Flamengo      | 25 de novembro  | Campeonato Brasileiro | 37ª rodada        |
| 141 | Renê (11)             | 41'    | Cruzeiro      | 0 – 2  | Flamengo      | 25 de novembro  | Campeonato Brasileiro | 37ª rodada        |
| 142 | Gustavo Cuéllar (11)  | 66'    | Cruzeiro      | 0 – 2  | Flamengo      | 25 de novembro  | Campeonato Brasileiro | 37ª rodada        |
| 143 | Piris da Motta (3)    | 33'    | Flamengo      | 1 – 2  | Atlético-PR   | 1 de dezembro   | Campeonato Brasileiro | 38ª rodada        |
| 144 | Pará (4)              | 65'    | Flamengo      | 1 – 2  | Atlético-PR   | 1 de dezembro   | Campeonato Brasileiro | 38ª rodada        |
| 145 | Willian Arão (6)      | 75'    | Flamengo      | 1 – 2  | Atlético-PR   | 1 de dezembro   | Campeonato Brasileiro | 38ª rodada        |
| 146 | Lucas Paquetá (16)    | 84'    | Flamengo      | 1 – 2  | Atlético-PR   | 1 de dezembro   | Campeonato Brasileiro | 38ª rodada        |

Última atualização em 3 de dezembro de 2018.